# Прича о витезу
Прича о витезу (енгл. A Knight's Tale) је амерички романтично-авантуристички филм из 2001. године који је режирао, написао и ко-продуцирао Брајан Хелгеланд. Главну улогу у филму тумачи Хит Леџер као Вилијам Тачер, сељак-штитоноша који се представља као витез и такмичи се на турнирима, освајајући признања и стичући пријатељства са историјским личностима као што су Едвард Црни Принц (Џејмс Пјурфој) и Џефри Чосер (Пол Бетани). Прича, смештена у 14. век, намерно је анахрона, са многобројним референцама на савремену поп културу и саундтреком који садржи музику из 1970-их. Наслов филма потиче од Чосерове „Приче о витезу”, дела из збирке Кентерберијске приче, а више делова заплета такође је инспирисано Чосеровим делима.
Споредне улоге у филму тумаче Марк Еди, Алан Тјудик, Руфус Сјуел и Шенин Сосамон. Филм је биоскопски објављен 11. маја 2001. године у Сједињеним Државама. Наишао је на помешане рецензије критичара и широм света зарадио преко 117 милиона долара.

## Радња
XIV век. У средњовековној Европи популарни су витешки турнири на којима се ратници боре копљима пешице, мачевима пешице и копљима на коњима. На једном од ових турнира, витез сер Ектор, са којим је Вилијам Тачер служио као штитоноша од детињства, после три победе добија смртне повреде и умире. Вилијам одлучује да ризикује и наступи у сер Екторовом оклопу, који му сер Екторове слуге Роланд и Ват помажу да обуче. Вилијам побеђује и осваја главну награду, али жуди да се такмичи иако је само племићима дозвољено да се боре. Он убеђује Роланда и Вата да сачувају новац − 13 сребрних флорина − за даљу припрему за турнире и тренира са њима у борби мачевима и копљем.
На путу до првог турнира у Руану, њих тројица упознају Џефрија Чосера, младог песника који дугује много новца и који је остао без одеће. Чосер каже да може да фалсификује било које писмо племства, које Вилијам користи, наговарајући га да му састави родослов за чак шест генерација. Вилијам је од сада познат као „Улрих фон Лихтенштајн од Гелдерланда”, под којим га Чосер проглашава хералдиком. Вилијам сазнаје да је Чосер изгубио много новца на коцкицама од двојице људи по имену Сајмон и Питер, који зарађују новац продајом опроста. Вилијам се обавезује да плати откупнину за Џефрија како не би био осакаћен као лош дужник, а сам упознаје у граду леди Џослин, прелепу даму.
На турнирима, сваки двобој се састоји од три трке, односно три копља. За сломљено копље на торзу противника, витез добија један бод, за сломљено копље на противничком шлему два бода (ово је теже, пошто копље може да прође кроз шлем без ломљења), а за избацивање противника из седла – три бода и противниковог коња. Онај са највише бодова побеђује. На турниру, Вилијам лако постиже победе мачевима и побеђује у овој категорији, али му је оклоп тешко оштећен и поправља га жена-ковач по имену Кејт. У коњичким борбама састаје се у дуелу са сер Томасом Колвилом, који после две рунде бива рањен и тражи од Улриха (Вилијама) да заврши борбу, јер не жели да изгуби част. Вилијам доноси храбру одлуку и обојица се разилазе без ломљења копља један о другог, што је за многе изненађујуће. Леди Џослин, која је присутна на турниру, Улрихову милост назива јаким квалитетом, али се са овим не слаже гроф Адемар, командант слободних јединица, који је актуелни победник турнира на копљима.
У одлучујућем дуелу, Вилијам и Адемар се сусрећу у биткама на копљима три пута: први пут ломе копља један против другог, други пут Вилијам ломи своје копље, али трећи пут Адемар обара Улрихов шлем. Када леди Џослин представља поклоне, Адхемар повређује Вилијамову сујету говорећи: „Процењени сте, измерени сте и проглашени сте неспособним”, одбијајући да се поново бори са њим. Бесан, Улрих се заклиње својим слугама да ће се осветити у следећем дуелу против грофа Адемара, и због тога одбија да настави да се бори мачевима. Вилијам троши део добитка да отплати Џефријеве дугове, а касније Вилијам учествује у плесној забави, учећи да игра од Кејт, која му кује нови оклоп – лаган, али јак.
Убрзо на следећем турниру поново се појављује витез сер Томас Колвил, са којим се Вилијам раније срео у борби. Међутим, један од хералда сазнаје да је то у ствари принц Едвард, познат као Црни Принц. Адемар одбија да се бори како не би повредио наследника енглеског престола, али Вилијам одлучује да се бори против захтева слуге. Они се упуштају у битку, ломећи им копља, а Вилијам се обраћа Едварду по имену, заслужујући његово поштовање, али и даље жудећи да освети Адемара за увреду. Гроф одлази на југ Француске код Поатјеа, а у његовом одсуству Улрих побеђује на турнирима, на шта је Адемар изузетно огорчен. У то време, Вилијам се посвађао са Џослин и написао јој писмо тражећи од ње да му опрости. Као одговор, Џослин тражи од њега да изгуби следећи турнир како би доказао своју љубав, што Улрих и чини, да би затим победио на истом турниру у Џослинино име након свега што се догодило.
Следећи турнир се одржава у Лондону − ово је Светско првенство, на које Вилијам жури. Вилијам се присећа да му је једном отац рекао да је могуће за човека не само да постане витез, већ и да добије звезде, ако то заиста жели. Гроф Адемар такође стиже у Лондон да учествује на турниру, изјављујући да ће тражити руку леди Џослин. Иако Вилијам тријумфално наступа на турниру, одлучује да пронађе свог слепог оца Џона Тачера, који живи у Чипсајду и кога Вилијам није видео 12 година. Адемар тајно прати Вилијама и сазнаје да Вилијам није племић и да није био племићке крви. Вилијам бива ухапшен и бачен у затвор, где га Адемар туче, вређајући Вилијама: „Проценили су те, измерили и прогласили неподобним, а не знам у ком свету би могао да ме победиш, сине кровопокривача!”. Роланд и Ват тешком муком спасавају Вилијама да га руља веже за стуб. Ситуацију исправља принц Едвард, који саопштава да Вилијам не само да потиче из племићке породице, већ и да су његови лични квалитети исти као и они својствени витезу. Вилијам је одмах ослобођен, проглашен је витезом и сада постаје сер Вилијам Тачер.
Вилијам се спрема да се суочи са Адемаром у финалном двобоју. Адемар не узима тупо копље, као у надметању, већ оштро, са намером да убије Вилијама. Двапут Вилијам губи, добија ударац у раме и испушта штуку. Сада има само једну шансу − гроф мора бити избачен из седла − за шта скида оклоп, а Ват му везује копље за руку да не испадне, док му Џефри купује време говором пред публиком. У последњој борби, Вилијам види свог оца и Џослин, што га инспирише − вичући своје право име, Вилијам обара Адемара на земљу и побеђује. Лежећи на земљи, Адемар има визију у којој Вилијам и његови пријатељи лукаво говоре: „Проценили су вас, измерили вас и прогласили безвредним. Ево вас на другом свету!” Турнир се завршава пољупцем леди Џослин и сер Вилијама, а Чосер обећава да ће написати књигу о овим догађајима.

## Улоге
| Глумац            | Улога                                                       |
| ----------------- | ----------------------------------------------------------- |
| Хит Леџер         | Сер Вилијам Тачер / Сер Улрих вон Лихтенштајн од Гедерланда |
| Шенин Сосамон     | Леди Џослин                                                 |
| Марк Еди          | Роланд                                                      |
| Пол Бетани        | Џефри Чосер                                                 |
| Алан Тјудик       | Ват                                                         |
| Руфус Сјуел       | Гроф Адемар од Анжуа                                        |
| Лора Фрејзер      | Кејт                                                        |
| Беренис Бежо      | Кристијана                                                  |
| Џејмс Пјурфој     | Сер Томас Колвил / Едвард Црни Принц                        |
| Кристофер Кејзнов | Џон Тачер                                                   |
| Стивен О’Донел    | Сајмон                                                      |
| Скот Хенди        | Џермејн                                                     |
| Ник Бримбл        | Сер Ектор                                                   |
| Џонатан Слингер   | Питер                                                       |